# Horror Színház
A Horror Színház Magyarország első és egyetlen olyan színháza, melynek célja horror- és thriller-drámák bemutatása. Az Esztergom városában működő Horror Színház, saját játszóhellyel nem rendelkezik, eszközeit tekintve nem a látványos technikai trükkök, hanem a színészi játékban és a hangulatteremtésben rejlő hatáselemek jellemzik.

## Története
A színház alapötletét Lőrincz Levente álmodta meg. Munkásságát előtte is jellemezte a sötét hangulat iránti rajongás (írásai: Alkonyfényben, Telihold). Először 2012-ben fogalmazódott meg benne, hogy a horrorisztikus téma a színházban is lehetne koncepció, nem csak a filmvásznon. Legelső próbálkozása a Telihold című írásának színpadra állítása volt, amelyet több előadás után a Horror Színház neve alatt 2012-ben mutattak be teljesen új változatban az iSkolában. A koncepcióban később az esztergomi Rejtélyek Háza látott fantáziát. 2014-ben nekikezdtek a közös munkának Esztergomban, az első produkció a Telihold kibővített változata volt. Helyi indulásakor a Horror Színház nem rendelkezik saját játszóhellyel, első két előadásának helyszíne az esztergomi Művelődési Ház, ezt követően a Balassa Pincébe költöztették át a produkciót. 2014 szeptemberében a Horror Színház saját útjára lépett, és megszüntette a Rejtélyek Házával való együttműködést. Saját játszóhely kialakításáig a Teliholdat, valamint Az utolsó ember és az Éjjeli pihenő című produkciókat ismét az esztergomi Művelődési Házban játsszák.

## Célok
A Horror Színház célja volt olyan színházi előadásokat létrehozni, amelyek témájuk, helyszínük, felépítésük, hatáselemeik, vagy hangulatuk révén beletartozhatnak a horror, illetőleg a thriller tárgykörébe. Az elsődleges cél nem a sokkolás, a szörnyűséggel való szembesítés, hanem intenzív élményt nyújtani, valamint alternatív kikapcsolódási lehetőséget biztosítani a méltatlanul háttérbe szorult városban. Feltett szándékuk a megkezded utat folytatva folyamatosan kiszélesíteni az előadások kínálatát és ezzel állandó színházi programot létrehozni.

## Repertoár

### Telihold
2003-ban került bemutatásra először a darab három szereplős változata az esztergomi Zöldházban. Később a már átírt két színészre építő módozatát a Spinoza Ház, majd a Magyarországi Szerb Színház és az RS9 Színház épületében játszották. A Horror Színház által bemutatott mű már jelentősen kibővített verzió a legelsőhöz képest. Az darabban két férfi félresikerült kirándulásának lehetnek szemtanúi a nézők, ahol az egyre nyomasztóbbá váló hangulatban egyre feszültebbé válik a viszony az előadás szereplői (Val és Oli) között.  Az előadás különlegessége, hogy helyzetkomikumok sorára építve mutatja be az egyre élesedő konfliktusokat. Bemutató: 2014. február 15.

### Az utolsó ember
Az apokaliptikus járványt követően a főhős (Bob) egyedül éli mindennapjait egy olyan világban, ahol rajta kívül vélhetően már mindenki élőhalottá változott. Egy este Bobhoz hívatlan vendég érkezik, és ez felborítja addigi, "megszokott" életét. A főhősnek szembe kell néznie félelmeivel, és ráeszmél, hogy már kezd eltávolodni emberi mivoltától, ám hamarosan a kinti világ is kopogtat ajtaján. Bemutató: 2015. február 27.

### Éjjeli pihenő
A rádiós műsorvezető autója éjjel defektet kap a kihalt országúton, de egy épp arra sétáló férfi felajánlja, hogy nála megvárhatja a reggelt, és akkor el tudják vontatni a kocsit szerelőhöz. A felajánlásból az este folyamán lassacskán a műsorvezető legborzalmasabb rémálma lesz, amelyben az életéért kell küzdenie. Bemutató: 2015. április 24.

## Rejtélyek Háza
A Rejtélyek Háza a hasonló intézmények követelményeinek megfelelően olyan szórakozóhely, ahol a vendégek csoportos vagy akár egyéni programon való részvétel alatt egy helyzet megoldásán, felderítésén dolgozhatnak.
Az esztergomi Rejtélyek Háza a hely üzleti aspektusán túl a Horror Színházhoz hasonlóan kifejezetten lokálpatrióta vállalkozás, ugyanis létrejöttének egyik fő mozgatóereje a 2000-es évek elejének Esztergomában tapasztalható kulturális hanyatlás. A városban nem sokkal az ezredforduló után megszűnt a mozi, épülete pedig lakásoknak és egy franchise boltnak adta át helyét. A mozi bezárását követően a Zöldház (a néhai pártház, később művelődési központ) épületében működő Art Kino vette át funkcióját a művészfilmek vetítése mellett. Az Art Kinonak otthont adó épület 2009-es bezárását követően nem került sor a mozi átköltöztetésre. A 2010-es években már tapasztalható volt az Esztergomi Várszínház nyári évadának fokozatos leszűkülése, ami kulturális szempontból szintén nem volt kedvező a város életére.
A klasszikus szabaduló szobán túl, nyomozó szobát is működtet, továbbá nyomozós vacsora programokat, detektív hétvégéket szervez, mindemellett a város nevezetességeinek megismerését is segítő nyomozó programokat kínál, amelyek során a játékosok bejárják Esztergom nevezetesebb részeit.